# 108E busz (Budapest)
A budapesti 108E jelzésű autóbusz Újpalota, Nyírpalota út és a Gazdagréti tér között közlekedik. A vonalat a Budapesti Közlekedési Zrt. üzemelteti.
A járműveket a Cinkotai és a Kelenföldi autóbuszgarázs állítja ki.

## Története
2016. június 3-áig 239-es jelzéssel közlekedett rövidebb útvonalon és sűrűbb megállási renddel.
2020. április 1-jén a koronavírus-járvány miatt bevezették a szombati menetrendet, ezért a vonalon a forgalom szünetelt. Az intézkedést a zsúfoltság miatt már másnap visszavonták, így április 6-ától újra a tanszüneti menetrend van érvényben, a szünetelő járatok is újraindultak.
2020. május 4-étől 8-áig 7 és 9 óra között ideiglenesen megállt a Cházár András utcánál is a Petrik Lajos Szakgimnázium könnyebb megközelítése miatt.

## Útvonala
| Gazdagréti tér felé |
| Újpalota, Nyírpalota út vá. – Nyírpalota út – Drégelyvár utca – felüljáró – Csömöri út – Bosnyák tér – Thököly út – Rákóczi út – Kossuth Lajos utca – Ferenciek tere – Szabad sajtó út – Erzsébet híd – Hegyalja út – Budaörsi út – aluljáró – Koszorúslány utca – Zelk Zoltán út, forduló – Koszorúslány utca – aluljáró – Budaörsi út – Gazdagréti út – Rétköz utca – Gazdagréti tér vá.   |
| Újpalota, Nyírpalota út felé |
| Gazdagréti tér vá. – Rétköz utca – Gazdagréti út – Lapu utca – autópálya – Budaörsi út – Koszorúslány utca – Zelk Zoltán út, forduló – Koszorúslány utca – Budaörsi út – Hegyalja út – Erzsébet híd – Szabad sajtó út – Ferenciek tere – Kossuth Lajos utca – Rákóczi út – Thököly út – Bosnyák tér – Csömöri út – felüljáró – Drégelyvár utca – Nyírpalota út – Újpalota, Nyírpalota út vá. |

## Megállóhelyei
| 0  | Újpalota, Nyírpalota út végállomás | 54 | 7, 7E, 8E, 46, 96, 130, 133E, 146, 196, 196A, 296, 296A |
| 1  | Vásárcsarnok                       | 52 | 69 7, 7E, 8E, 46, 96, 130, 133E, 146, 196, 196A, 296, 296A |
| 3  | Fő tér                             | 51 | 69 7, 7E, 8E, 46, 96, 130, 133E, 196, 196A, 296, 296A |
| 4  | Apolló utca                        | 49 | 7, 8E, 231, 231B, 277 |
| 5  | Molnár Viktor utca                 | 48 | 7, 7E, 8E, 133E, 277 S76 (Újpalota) |
| 7  | Cinkotai út                        | 46 | 7, 8E, 277 |
| 9  | Bosnyák tér                        | 44 | 3, 62, 62A 7, 7E, 8E, 32, 110, 112, 124, 125, 133E, 277 |
| 11 | Tisza István tér                   | 42 | 82, 82A 7, 8E, 110, 112, 133E |
| 13 | Zugló vasútállomás                 | 39 | 1, 1A 72 5, 7, 7E, 8E, 110, 112, 133E S21 S50 G50 Z50 IC, sebesvonat, gyorsvonat |
| 18 | Keleti pályaudvar M                | 34 | 23, 24 73, 76, 78, 79, 80 5, 7, 7E, 8E, 20E, 30, 30A, 107, 110, 112, 133E, 230 G10 S60 G60 Z60 S80 G80 IC, EC, EN, InterRégió, sebesvonat, gyorsvonat, expresszvonat, |
| 21 | Blaha Lujza tér M                  | 31 | 4, 6, 28, 28A, 37, 37A, 62 74 5, 7, 7E, 8E, 99, 107, 110, 112, 133E, 217E |
| 23 | Uránia                             | 30 | 74 5, 7, 8E, 107, 110, 112, 133E |
| 24 | Astoria M                          | 28 | 47, 49 72, 74 5, 7, 8E, 9, 107, 110, 112, 133E |
| 26 | Ferenciek tere M                   | 26 | 5, 7, 8E, 15, 107, 110, 112, 133E |
| 26 | Március 15. tér                    | 25 | 2, 2B, 23 5, 7, 8E, 15, 107, 110, 112 |
| 28 | Döbrentei tér                      | 23 | 19, 41, 56, 56A 5, 8E, 110, 112 |
| 31 | Sánc utca                          | 21 | 8E, 27, 110, 112, 178 |
| 32 | Mészáros utca                      | 19 | 8E, 110, 112 |
| 35 | BAH-csomópont                      | 18 | 17, 61 8E, 110, 112, 139, 140, 140A, 212, 212A, 212B |
| 37 | Muskotály köz                      | ∫  | 139, 140, 140A |
| 39 | Fehérló utca                       | 15 | 139, 140, 140A, 240 |
| 40 | Dayka Gábor utca                   | 13 | 53, 139, 140, 140A, 150, 150B, 154 |
| 41 | Sasadi út                          | ∫  | 8E, 40, 40B, 40E, 53, 87, 87A, 88, 88A, 139, 140, 140A, 150, 150B, 153, 154, 172, 173, 187, 188, 188E, 240, 272 764 1172, 1173, 1174, 1175, 1176, 1177, 1183, 1184, 1185, 1188, 1190, 1194, 1201, 1205, 1212, 1215, 1216, 1229, 1251, 1253, 1254 |
| 43 | Kelenföld vasútállomás M           | 10 | 1, 19, 49 8E, 40, 40B, 40E, 53, 58, 87, 87A, 88, 88A, 101B, 101E, 141, 150, 150B, 153, 154, 172, 173, 187, 188, 188E, 250, 250B, 251, 251A, 251E, 272 689, 691, 710, 712, 715, 720, 722, 724, 725, 727, 731, 732, 734, 735, 736, 760, 762, 763, 764, 767, 770, 774, 775, 778, 779, 798, 799 S10 G10 S12 S30 Z30 S34 S35 S36 S40 G40 Z40 S42 Z42 G43 G44 IC, EC, EN, sebesvonat, gyorsvonat, expresszvonat, |
| 44 | Sasadi út                          | 9  | 8E, 40, 40B, 40E, 53, 87, 87A, 88, 88A, 139, 140, 140A, 150, 150B, 153, 154, 172, 173, 187, 188, 188E, 240, 272 764 1172, 1173, 1174, 1175, 1176, 1177, 1183, 1184, 1185, 1188, 1190, 1194, 1201, 1205, 1212, 1215, 1216, 1229, 1251, 1253, 1254 |
| 46 | Nagyszeben út                      | ∫  | 8E, 87, 87A, 88, 88A, 139, 140, 140A, 153, 154 |
| ∫  | Jégvirág utca                      | 7  | 8E, 87, 87A, 88, 88A, 139, 140, 140A, 153, 154 |
| 47 | Gazdagréti út                      | 6  | 8E, 40, 40B, 87, 87A, 88, 88A, 139, 140, 140A, 153, 154, 188, 240 |
| 48 | Nagyszeben tér                     | 5  | 8E, 139 |
| 49 | Regős köz                          | 4  | 8E, 139 |
| 50 | Frankhegy utca                     | 3  | 8E, 139 |
| 51 | Kaptárkő utca                      | 2  | 8E, 139 |
| 52 | Telekes utca                       | 1  | 8E, 139 |
| 54 | Gazdagréti tér végállomás          | 0  | 8E, 139, 153, 154 |